# Lon McCallister
Lon McCallister (Herbert Alonzo McCallister Jr.: Los Ángeles, 17 de abril de 1923 - South Lake Tahoe, 11 de junio de 2005) fue un actor estadounidense.

## Biografía
Comenzó a actuar desde una temprana edad, y apareció en varias películas durante los años 30 y 40, como The Adventures of Tom Sawyer (1938), Stage Door Canteen (1943) y Home in Indiana (1944). En 1947 trabajó junto a Edward G. Robinson, Judith Anderson y Julie London en la cinta The Red House. Al año siguiente participó en Scudda Hoo! Scudda Hay!, una de las primeras apariciones de Marilyn Monroe en la industria cinematográfica.
Tras aparecer en más de 40 películas, se retiró de la actuación en 1953, a la edad de 30 años. Tras esto se dedicó a trabajar en bienes raíces. McCallister falleció el 11 de junio de 2005, a los 82 años de edad, debido a una insuficiencia cardíaca.